# Myotis elegans
Myotis elegans је врста слепог миша из породице вечерњака (лат. Vespertilionidae).

## Распрострањење
Врста је присутна у Белизеу, Гватемали, Костарици, Мексику, Никарагви, Салвадору и Хондурасу.

## Станиште
Врста Myotis elegans има станиште на копну.

## Угроженост
Ова врста није угрожена, и наведена је као последња брига јер има широко распрострањење.

### Популациони тренд
Популациони тренд је за ову врсту непознат.